# Taquara (genre)
Pour l’article homonyme, voir Taquara.
Genre
Synonymes
- Therezopachylus Soares, 1972

Taquara est un genre d'opilions laniatores de la famille des Cryptogeobiidae.

## Distribution
Les espèces de ce genre sont endémiques de l'État de Rio de Janeiro au Brésil.

## Liste des espèces
Selon World Catalogue of Opiliones (14/08/2021) :
- Taquara bicoloripes (Soares, 1974)
- Taquara pilosa Mello-Leitão, 1936

## Publication originale
- Mello-Leitão, 1936 : « Notas sobre opiliões. » Boletim do Museu Nacional, vol. 12, no 3/4, p. 1–41.